# Karsten Friedrich Hoppenstedt
Karsten Friedrich Hoppenstedt (ur. 6 kwietnia 1937 w Osnabrücku) – niemiecki polityk, samorządowiec i lekarz weterynarii, poseł do Parlamentu Europejskiego III, IV i VI kadencji.

## Życiorys
Studiował weterynarię na uczelniach w Gießen, Wiedniu i Hanowerze. Do 1989 praktykował w wyuczonym zawodzie w ramach prywatnej lecznicy. W latach 1974–2005 był burmistrzem miasta Burgwedel. Pełnił kierownicze funkcje w regionalnym (w Dolnej Saksonii) i ogólnokrajowym związku jednostek samorządowych (Deutscher Städte- und Gemeindebund). W latach 80. zasiadał w radzie powiatu. Od 1987 do 1992 był wiceprezesem zarządu jednego z hanowerskich banków, pełnił też funkcję członka rady publicznego nadawcy radiowo-telewizyjnego Norddeutscher Rundfunk.
W latach 1989–1999 i ponownie w okresie 2004–2009 z ramienia Unii Chrześcijańsko-Demokratycznej sprawował mandat deputowanego do Parlamentu Europejskiego. Był członkiem grupy chadeckiej, pracował m.in. w Komisji Gospodarczej i Monetarnej.